# Callionymus umbrithorax
Callionymus umbrithorax är en fiskart som beskrevs av Fowler, 1941. Callionymus umbrithorax ingår i släktet Callionymus och familjen sjökocksfiskar. Inga underarter finns listade.